# Jacinto Morano
Jacinto Morano González (Madrid, 5 de febrero de 1984) es un abogado laboralista y político español, perteneciente a Podemos.
Licenciado en Derecho y Economía por la Universidad Carlos III de Madrid (UC3M), participó en los procesos de los ERE de Radiotelevisión Valenciana (RTVV), como letrado de la Confederación General del Trabajo (CGT), y de los ERE de Telemadrid.
Candidato en el número 7 de la lista de Podemos para las elecciones a la Asamblea de Madrid de 2015, resultó elegido diputado autonómico. Ha sido vinculado durante el transcurso de la x legislatura del parlamento regional a la corriente anticapitalista del grupo parlamentario (corriente que no obstante acabó por abandonar en la legislatura). Designado senador por la Asamblea de Madrid el 7 de febrero de 2019, se incorporó a su escaño a la Cámara alta el 19 de febrero. En marzo de 2019 se anunció su inclusión en la candidatura de Isabel Serra (con el nombre de «Madrid Avanza») de cara a las primarias de Podemos Comunidad de Madrid encaminadas a la confección de una lista para las elecciones a la Asamblea de Madrid de 2019.